# Кушвинское водохранилище
Ку́швинское водохранилище (Кушвинский пруд) — водохранилище на реке Кушве, в городе Кушве Свердловской области. Создано в 1739 году в качестве пруда Кушвинского металлургического завода. В настоящее время источник производственного, хозяйственно-бытового водоснабжения и рекреационный водоём.

## География
Плотина расположена на реке Кушва, притоке Туры, в 5 км от её устья. Пруд создан при впадении в Кушву правого притока — одноимённой реки Кушва (используется также название Малая Кушва), и образует два рукава по течению этих рек.
Берега покрыты лесом, южный берег пруда (верховья) заболочен. Приплотинная часть застроена. На берегах также имеются базы отдыха и детские лагеря. Глубина водоёма 6-20 метров. Дно в основном илистое, слой ила местами толщиной до 4 м, местами песчаное, покрыто водорослями. Перепады высот прибрежной территории от 10 м до 50 м.

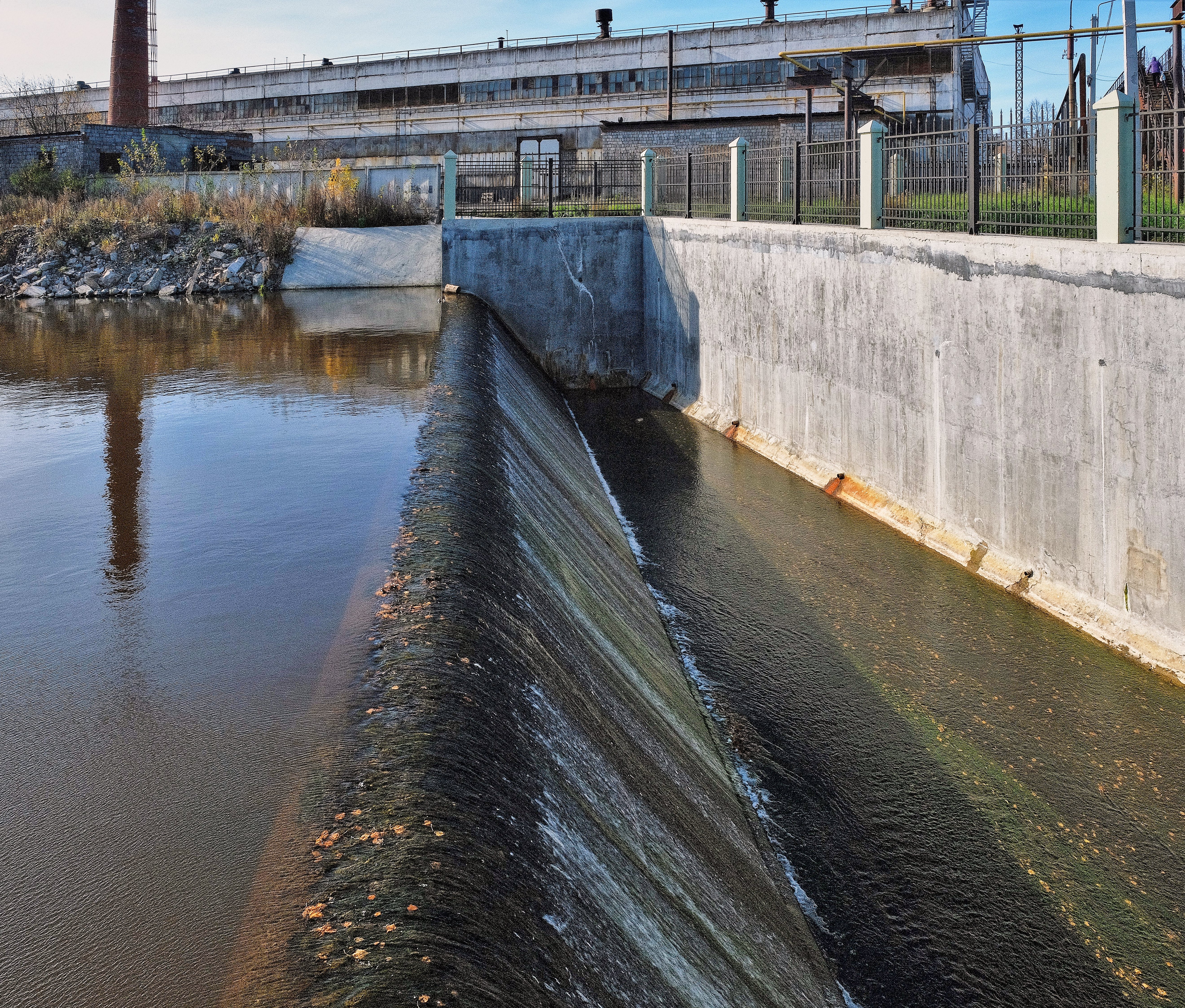
Водозабор
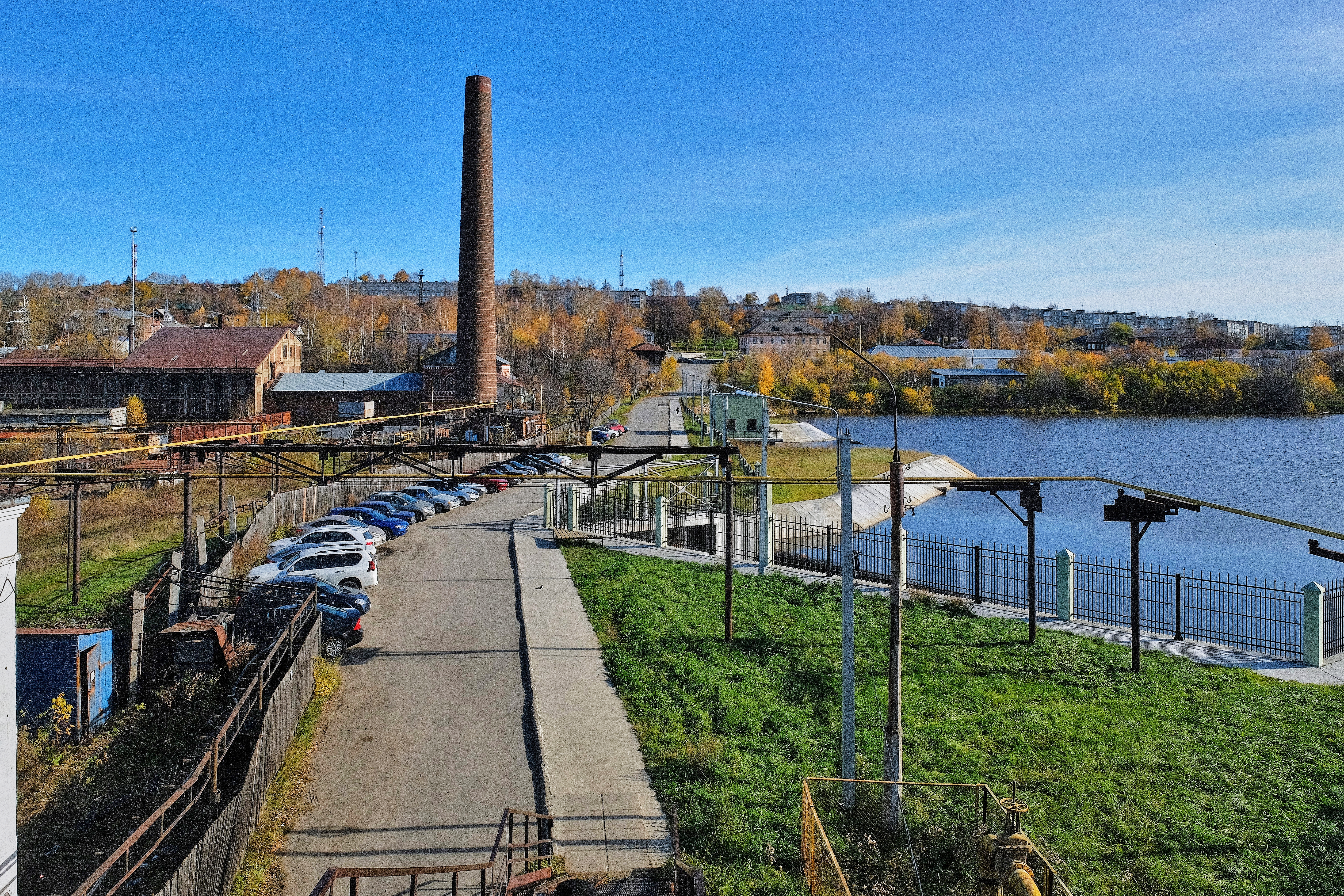
Вид на плотину
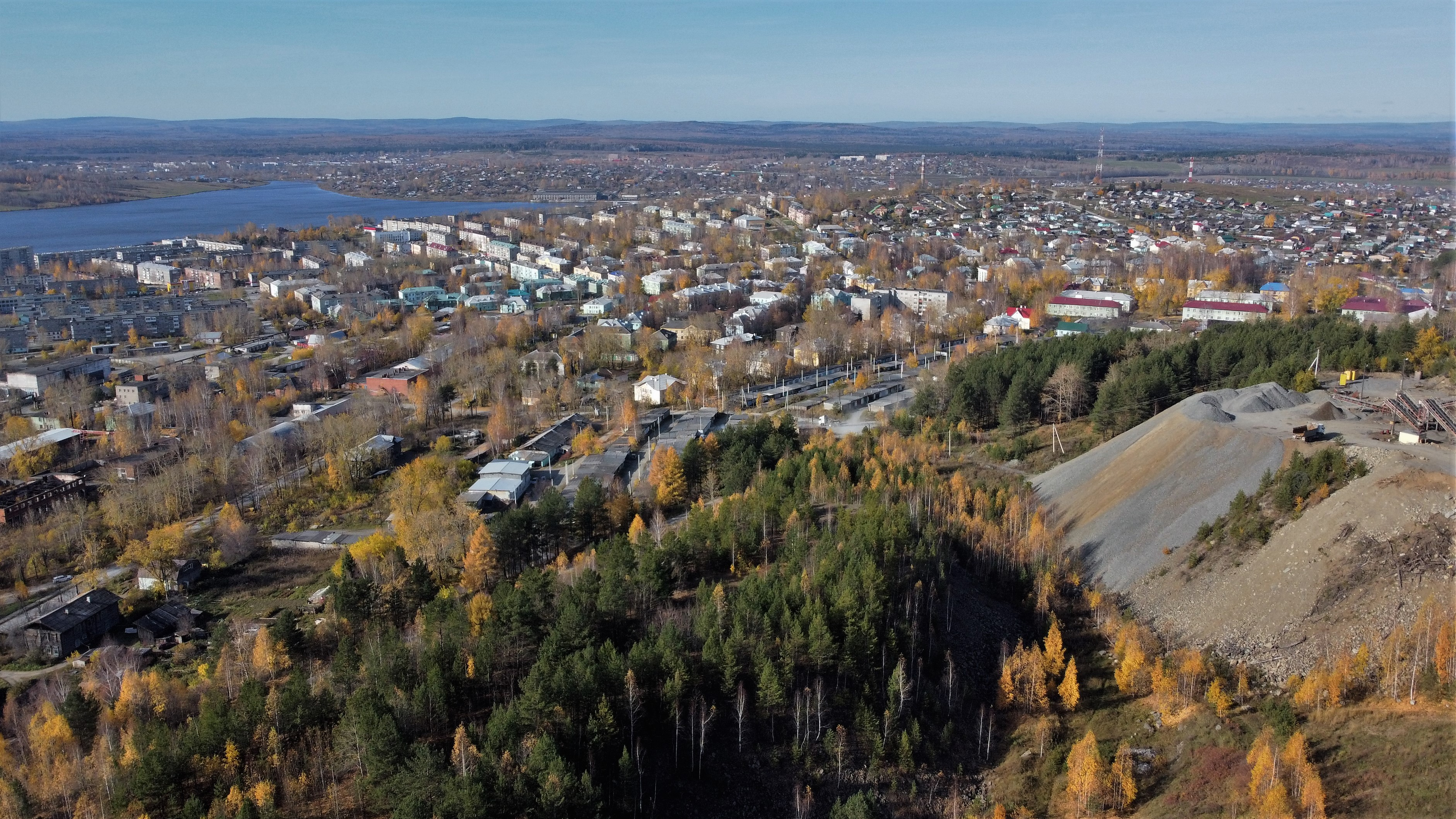
Вид на Кушву и пруд

## История
Месторождение горы Благодать было открыто вогулом Степаном Чумпиным) в мае 1735 года. Весной 1736 года началось строительство плотины будущего заводского пруда и доменных печей. В сентябре 1739 года на Кушвинском заводе была задута первая доменная печь, завод был запущен в эксплуатацию.
Плотина несколько раз ремонтировалась и реконструировалась. В ходе реконструкции 2019 года были заменены водосбросные сооружения, установлен современный донный водоспуск, совмещённый с водозабором, из которого вода поступает для теплоснабжения города, а также усилено тело плотины. Также было заменено и гидроподъёмное оборудование.

## Морфометрия
Площадь водосбора 128 км², площадь водной поверхности 3,8 км², нормальный подпорный уровень 224,3 м, полный объём 11,05 млн м³, полезный объём 9,1 млн м³. Максимальная высота плотины 11,5 метров, отметка гребня плотины 225,3 метра, длина 156 метров. В государственном водном реестре площадью 2,6 км².

## Использование
Кушвинское водохранилище используется для технического водоснабжения котельной, обеспечивающей отопление всей Кушвы. Вода также идёт на промышленные нужды ОАО «Кушвинский завод прокатных валков» и для противопожарных целей.

## Данные водного реестра
По данным государственного водного реестра России, Кушвинское водохранилище относится к Иртышскому бассейновому округу, речному бассейну Иртыша, речному подбассейну Тоболу. Водохозяйственный участок – Тура от истока до впадения р. Тагил.
Код объекта в государственном водном реестре — 14010501221211200010523.